# Albert Bierstadt
Albert Bierstadt (Solingen, 7 de gener de 1830 - Nova York, 18 de febrer de 1902) fou un pintor estatunidenc d'ascendència alemanya, pertanyent a l'Escola del Riu Hudson.

## Biografia

### Joventut i educació
L'any 1833 els seus pares es van establir a New Bedford (Massachusetts) on el seu pare trobà feina de boter. De 1850 a 1853, Bierstadt va començar a dibuixar i pintar com autodidacta, interessant-se també pel daguerreotip i per la naixent fotografia i treballant per al periòdic local.
Va tornar a Alemanya l'any 1853 amb la intenció de ser alumne del pintor Johann Peter Hasenclever (1810-1853), cosí de la seva mare. A l'arribar a Düsseldorf va saber que Hasenclever havia mort poc abans. Amics d'aquest pintor com Emanuel Gottlieb Leutze i Worthington Whittredge aconseguiren que estudiés de 1853 a 1857 pintura de paisatge a la Kunstakademie de Düsseldorf amb els professors Karl Friedrich Lessing (1808-1880) i Andreas Achenbach (1815-1910), tot i que no va esdevenir membre d'aquesta institució. Amb altres pintors, va viatjar per Alemanya, Suïssa i Itàlia, a la recerca de motius paisatgístics. A Roma també va aprendre de Sanford Robinson Gifford. Bierstadt va realitzar nombrosos dibuixos durant aquests viatges, que va emprar posteriorment per a realitzar pintures a l'oli en el seu estudi. Va retornar a New Bedford l'any 1857, on durant un temps va dedicar-se a l'ensenyament del dibuix i pintura, abans de consagrar-se completament a l'exercici de la pintura.

### Activitat artística
Entre 1858 i 1858 va realitzar el seu primer viatge al Far West amb Frederick W. Lander. Portant un equip de topografia, va realitzar nombrosos dibuixos per als seus llenços de majestuoses panoràmiques de les Muntanyes Rocoses, que va realitzar a la seva tornada, a l'estudi de Nova York. L'any següent va exhibir amb gran èxit el paisatge, Les Muntanyes Rocoses, Lander's Peak, tant als USA com a l'estranger, essent reconegut com el primer gran artista que havia representat l'Oest Nord-Americà.
L'any 1863, Bierstadt va retornar a l'Oest, aquesta vegada a la Vall de Yosemite i va vorejar la costa nor-oest del Oceà Pacífic. Una vegada retornat a Nova York, va realitzar nombrosos llenços, entre els quals Vista de la vall de Yosemite. L'any 1867 va retornar a Europa, aquesta vegada amb la seva muller, viatjant-hi durant dos anys. El desembre de l'any 1867, va assolir una audiència amb la Reina Victoria a Palau d'Osborne, montrant-li dos dels seus llenços més importants: l'esmentat "Les Muntanyes Rocoses, Lander's Peak" i Tempesta a les Muntanyes Rocoses, Mt. Rosalie. Bierstadt va comentar: "She seemed very pleased with my works".
El 1871, Bierstadt, va retornar a Califòrnia on hi va romandre dos anys i va conèixer el fotògraf Eadweard Muybridge. A mitjana dècada dels 70 va completar dues pintures d'història per al Capitoli dels Estats Units. Tot i aquest important encàrrec, els següents anys de la seva carrera van estar marcats per un declivi de la seva reputació. El gust nord-americà havia canviat, va néixer un interès per l'Escola de Barbizon, per l'impressionisme, o per llenços de mida més reduïda i de caràcter més íntim. Els darrers anys, Bierstadt va viatjar a Europa, les Bahames,i el Canadà, visitant Yellowstone per darrera vegada l'any 1881. La seva carrera va finalitzar de fet quan el llenç Els darrers búfals va ser rebutjat a l'Exposició Universal de París (1889)

## Algunes obres importants
Als següents enllaços, hom hi trobarà complida informació sobre algunes obres importants d'Albert Bierstadt:
- Moat Mountain (1862, circa)
- Les Muntanyes Rocoses, Lander's Peak (1863)
- Vista de la vall de Yosemite, riu avall (1865)
- Vista de la vall de Yosemite, riu amunt (1865-67 circa)
- Tempesta a les Muntanyes Rocoses, Mt. Rosalie (1866)
- Vista del Niàgara (1869)
- La Vall de Yosemite, Cathedral Rocks (1872)
- Les Cascades de Sant Antoni (1880-87)
- Els darrers búfals (1888)

## Altres obres importants
- 1853 – Majesty of the Mountains
- 1855 – The Old Mill
- 1858 – Lake Lucerne, c. 1853, Oli sobre llenç, National Gallery of Art, Washington DC
- 1859 – The Wolf River, Kansas, c. 1859, Oli sobre llenç, Detroit Institute of Arts, Detroit, Michigan
- 1861 – Echo Lake, Franconia Mountains, NH, Smith College Museum of Art, Smith College, Northampton (Massachusetts)
- 1864 – Valley of the Yosemite, Oli sobre paper, Museu de Belles Arts de Boston
- 1866 – Yosemite Valley, Oli sobre llenç, Museu d'Art de Cleveland
- 1868 – Among the Sierra Nevada, California, Smithsonian American Art Museum, Washington DC
- 1869 – Glen Ellis Falls, oil on canvas, Zimmerli Art Museum, New Brunswick (Nova Jersey)
- 1870 - Sierra Nevada Morning, Oli sobre llenç, Gilcrease Museum, Tulsa, Oklahoma
- 1871 – Domes of Yosemite, c. 1871, St. Johnsbury Athenaeum, St. Johnsbury, Vermont
- 1874 – Giant Redwood Trees of California, c. 1874, Oli sobre llenç, Berkshire Museum, Pittsfield, Massachusetts
- 1875 – Mount Adams, Washington, 1875, Oli sobre llenç, Princeton University Art Museum, Princeton, New Jersey
- 1876 – Mount Corcoran, c. 1876–77, Oli sobre llenç, Corcoran Gallery of Art, Washington DC
- 1895 – The Morteratsch Glacier Upper Engadine Valley – Pontresina